# 全義
全義（ぜんぎ）は、南詔の勧利晟の時代に使用された元号。816年 - 819年。異説もある。

## 西暦との対照表
| 全義 | 元年  | 2年   | 3年   | 4年   |
| 西暦 | 816年 | 817年 | 818年 | 819年 |
| 干支 | 丙申  | 丁酉  | 戊戌  | 己亥  |

## 他元号との対照表
| 全義 | 元年   | 2年    | 3年    | 4年    |
| 唐   | 元和11 | 元和12 | 元和13 | 元和14 |